# Blankey Jet City
Blankey Jet City war eine japanische Rockband, die von 1990 bis 2000 bestand. Sie wird zu den führenden japanischen Rockbands der 1990er gezählt.

## Geschichte
1990 wurde die Band von Sänger und Gitarrist Ken’ichi Asai (浅井 健一, * 29. Dezember 1964), Bassist Toshiyuki Terui (照井 利幸; * 28. Februar 1964) und Schlagzeuger Nakamura Tatsuya (中村 達也; * 4. Januar 1965) in der Präfektur Tokio gegründet. Die drei machten im selben Jahr durch einen Auftritt bei einer japanischen Talentshow auf sich aufmerksam und unterschrieben kurz darauf ihren ersten Plattenvertrag bei Toshiba EMI. Weltweit wurden die Alben von Universal vertrieben. Im Jahr 2000 trennte sich die Band, da vor allem Kenichi Asai seine eigene Solokarriere festigen wollte.

## Diskografie

### Alben
| Jahr | Titel                                                             | Höchstplatzierung, Gesamtwochen, AuszeichnungChartsChartplatzierungen (Jahr, Titel, Platzierungen, Wochen, Auszeichnungen, Anmerkungen) | Anmerkungen                              |
| Jahr | Titel                                                             | JP | Anmerkungen                              |
| ---- | ----------------------------------------------------------------- | --- | ---------------------------------------- |
| 1991 | Red Guitar and the Truth                                          | JP8 (6 Wo.)JP | Erstveröffentlichung: 12. April 1991     |
| 1992 | Bang!                                                             | JP7 (6 Wo.)JP | Erstveröffentlichung: 22. Januar 1992    |
| 1992 | Live!                                                             | JP29 (3 Wo.)JP | Erstveröffentlichung: 30. September 1992 |
| 1993 | C.B. Jim                                                          | JP8 (6 Wo.)JP | Erstveröffentlichung: 24. Februar 1993   |
| 1993 | Metal Moon                                                        | JP12 (3 Wo.)JP | Erstveröffentlichung: 1. Dezember 1993   |
| 1994 | Shiawase no Kane ga Narihibiki: Boku wa Tada Kanashii Furi o Suru | JP5 (5 Wo.)JP | Erstveröffentlichung: 25. Mai 1994       |
| 1995 | The Six                                                           | JP9 (6 Wo.)JP | Erstveröffentlichung: 1. März 1995       |
| 1995 | Skunk                                                             | JP20 (4 Wo.)JP | Erstveröffentlichung: 22. November 1995  |
| 1997 | Love Flash Fever                                                  | JP6 (5 Wo.)JP | Erstveröffentlichung: 18. Juni 1997      |
| 1998 | The Very Best of Blankey Jet City                                 | JP10 (8 Wo.)JP | Erstveröffentlichung: 21. Januar 1998    |
| 1998 | Kokkyōsenjō no Ari                                                | JP7 Gold · (14 Wo.)JP | Erstveröffentlichung: 24. Juni 1998      |
| 2000 | Harlem Jets                                                       | JP2 Gold · (8 Wo.)JP | Erstveröffentlichung: 10. Mai 2000       |
| 2000 | Last Dance                                                        | JP5 (7 Wo.)JP | Erstveröffentlichung: 20. September 2000 |
| 2000 | Blankey Jet City 1997–2000                                        | JP7 Gold · (6 Wo.)JP | Erstveröffentlichung: 25. Oktober 2000   |
| 2000 | Blankey Jet City 1991–1995                                        | JP8 (4 Wo.)JP | Erstveröffentlichung: 25. Oktober 2000   |
| 2009 | Monkey Strip Act2                                                 | JP20 (5 Wo.)JP | Erstveröffentlichung: 21. Januar 2009    |
| 2009 | Rare Tracks                                                       | JP19 (5 Wo.)JP | Erstveröffentlichung: 21. Januar 2009    |
| 2013 | Complete Single Collection (Singles)                              | JP39 (4 Wo.)JP | Erstveröffentlichung: 27. März 2013      |

### Singles
| Jahr | Titel Album                                  | Höchstplatzierung, Gesamtwochen, AuszeichnungChartsChartplatzierungen (Jahr, Titel, Album, Platzierungen, Wochen, Auszeichnungen, Anmerkungen) | Anmerkungen                             |
| Jahr | Titel Album                                  | JP | Anmerkungen                             |
| ---- | -------------------------------------------- | --- | --------------------------------------- |
| 1991 | Huryō Shōnen no Uta (不良少年のうた) –       | — | Erstveröffentlichung: 12. April 1991    |
| 1991 | Texas –                                      | — | Erstveröffentlichung: 5. Juli 1991      |
| 1991 | Fuyu no Sweater (冬のセーター) –             | — | Erstveröffentlichung: 11. Dezember 1991 |
| 1992 | Warui Hitotachi (悪いひとたち) –             | — | Erstveröffentlichung: 9. November 1992  |
| 1994 | Aoi Hana (青い花) –                          | JP30 (3 Wo.)JP | Erstveröffentlichung: 20. April 1994    |
| 1994 | Kaze ni Narumade (風になるまで) –            | JP42 (2 Wo.)JP | Erstveröffentlichung: 7. September 1994 |
| 1995 | Girl / Jiyū (Girl / 自由) –                  | JP40 (2 Wo.)JP | Erstveröffentlichung: 25. Januar 1995   |
| 1995 | Kuchizuke (くちづけ) –                       | — | Erstveröffentlichung: 25. Oktober 1995  |
| 1997 | Gasoline no Yurekata (ガソリンの揺れかた) –  | JP32 (4 Wo.)JP | Erstveröffentlichung: 28. Mai 1997      |
| 1997 | Hidarikiki no Baby (左ききのBaby) –          | JP19 (5 Wo.)JP | Erstveröffentlichung: 3. September 1997 |
| 1998 | Akai Tambourine (赤いタンバリン) –           | JP11 (13 Wo.)JP | Erstveröffentlichung: 21. Januar 1998   |
| 1998 | Chīsana Koi no Melody (小さな恋のメロディ) – | JP10 (3 Wo.)JP | Erstveröffentlichung: 10. Juni 1998     |
| 1998 | Dandelion –                                  | JP5 (6 Wo.)JP | Erstveröffentlichung: 26. August 1998   |
| 1998 | Sweet Days –                                 | JP10 (8 Wo.)JP | Erstveröffentlichung: 18. November 1998 |
| 1999 | Pepin –                                      | JP9 (4 Wo.)JP | Erstveröffentlichung: 2. Juni 1999      |
| 2000 | Sea Side Jet City –                          | JP9 (5 Wo.)JP | Erstveröffentlichung: 12. April 2000    |
| 2000 | Saturday Night –                             | JP10 (7 Wo.)JP | Erstveröffentlichung: 5. Juli 2000      |

### Videoalben
| Jahr | Titel                       | Höchstplatzierung, Gesamtwochen, AuszeichnungChartsChartplatzierungen (Jahr, Titel, Platzierungen, Wochen, Auszeichnungen, Anmerkungen) | Anmerkungen                              |
| Jahr | Titel                       | JP | Anmerkungen                              |
| ---- | --------------------------- | --- | ---------------------------------------- |
| 2000 | Last Dance                  | JP4 (4 Wo.)JP | Erstveröffentlichung: 20. September 2000 |
| 2002 | Dog Food                    | — | Erstveröffentlichung: 27. März 2002      |
| 2002 | Are You Happy?              | — | Erstveröffentlichung: 27. März 2002      |
| 2002 | Solo Works                  | — | Erstveröffentlichung: 27. März 2002      |
| 2002 | Angel Fish Complete Edition | JP16 (1 Wo.)JP | Erstveröffentlichung: 16. Mai 2002       |
| 2002 | Monkey Strip                | — | Erstveröffentlichung: 16. Mai 2002       |
| 2002 | Clips                       | — | Erstveröffentlichung: 16. Mai 2002       |
| 2002 | Barracuda: Tokyo Six Days   | — | Erstveröffentlichung: 16. Mai 2002       |
| 2002 | Solo Works II               | — | Erstveröffentlichung: 16. Mai 2002       |

### Musikvideos
| Jahr | Titel                       |
| ---- | --------------------------- |
| 1992 | Dog Food                    |
| 1994 | Monkey Strip                |
| 1995 | Are You Happy?              |
| 1995 | Blankey Jet City Solo Works |
| 1998 | Babyface President          |
| 1998 | Barracuda: Tokyo Six Days   |
| 1999 | Solo Works II               |
| 2000 | Candy or Hell               |
| 2000 | Last Dance                  |